# Hellboy Volume 5: Conqueror Worm
Conqueror Worm — п'ятий том та третя міні-серія коміксів про Геллбоя, написана та проілюстрована Майком Міньйолою. Міні-серія була опублікована у лютому 2002-го.
Попередній том: «Hellboy Volume 4: The Right Hand of Doom»
Наступний том: «Hellboy Volume 6: Strange Places»

## Сюжет

### Частина Перша
Комікс відкриває сцена, в якій нацисти збираються відправити в космос труп Ернеста Оймінга з замку Ханте, а Лобстер Джонсон, разом з американськими солдатами, намагається запобігти цьому. Під час перестрілки між американцями та німцями замок знищується.
Через шістьнадцять років після подій в замкові Ханте. Штаб-квартира Б.П.Р.О. No 4. Бен Меннінґ розповідає Роджеру і Геллбою про Ернеста Оймінга, геніального нацистського вченого, що помер під час вибуху його ж автомобіля, після чого труп Оймінга перевезли в замок Ханте, куди також запросили астрономів, астрофізиків та містиків з усієї Європи. Меннінґ також доповідає агентам, що НАСА зробили знімок, на котрому комета летить в сторону Землі. Приблизивши фото, герої роздивляються, що це капсула зі свастикою. Після вказаних даних, Бен просить Роджера вийти, а сам дає Геллбою детонатор, що підірве гомункула, якщо така потреба виникне. Червоний відмовляється підривати друга, але все ж бере детонатор.
Провідниця Лаура Карнштейн веде Геллбоя і Роджера в гори, до замку Ханте. По дорозі туди вони зустрічають дивного старця, який попереджає їх про духів, що стережуть замок. Лаура каже агентам іти далі, а сама вбиває старого. Лаура приводить Геллбоя і Роджера до замку і залазить в нього, а в цей же час агентів обстрілює невідомий і гомункул падає з гори. Червоному таки вдається забратися в замок, але там на нього нападає горила Германа Фон Клемпта і виявляється, що Лаура Карнштейн - це онучка вченого.

### Частина Друга
Замок Ханте, 20:32. Непритомний Геллбой знаходиться в полоні у Германа Фон Клемпта, який його катує. Божевільний професор розповідає своїй внучці, як провалився його план на півночі, через що він і прибув в замок.
Тим часом за Роджером уже прийшли люди Фон Клемпта, але їх швидко вбиває Лобстер Джонсон, який згоджується провести гомункула до замку і розповідає йому, що Лаура це Інґер Фон Клемпт. Вони знаходять під замком цілу армію кіборгів в сосудах з рідиною. Кіборги висмоктують енергію з Роджера й оживають. Доки Герман розповідає Інґер деталі свого плану, Лобстер Джонсон намагається відстрілятися від кіборгів. Роджер прокидається і висмоктує всю енергію з замку. 
Геллбой відлупцьовує горилу і зустрічає чоловіка, що багато років тому мав убити червоного, але вирішив цього не робити. Чоловік також розповідає Геллбою про космічних істот - Огдру Хем. Саме для приходу в наш світ Огдру Хем був відправлений в космос труп Ернеста Оймінга, який має стати тілом для однієї з потвор. Незнайомець дає Геллбою артефакт, який може знищити Огдру Хем і помирає, перетворившись на прибульця. Роджер і Лобстер знаходять червоного, після чого Джонсон зникає, а агенти йдуть далі.
Тим часом Герман Фон Клемпт готується до приземлення капсули, з якої має вилізти "Хробак-Переможець".

### Частина Третя
Біля замку починається гроза. Геллбой і Роджер запізнилися, капсула вже призимлилася й сили з неї перетворили людей Фон Клемпта в чудовиськ. Герман виявляє агентів і атакує червоного. Роджер тим часом знову зустрічає Лобстера Джонсона і разом з месником протистоїть мутантам, а Інґер намагається втекти з місця подій, але її оточують душі померлих американських солдат.
Геллбой бориться з Фон Клемптом і вириває голову німця з роботичного тіла, але провалюється в низ, де знаходить стару нацистську лабораторію, де сидять трупи німців що колись розмовляли з Огдру Джахад. Несподівано на нього знову нападає горила-кіборг Германа і під час їхньої битви лабораторія згорає. Сам же вчений зустрічає свою внучку і пояснює їй, якою є його ціль - віддати світ на поживу "Хробакові", після чого прийде Огдру Джахад і завершить існування всього сущого.

### Частина Четверта
Геллбой зустрічає Роджера, котрий також звалився під замок. Несподівано з'являється велетень "Хробак" і робо-тіло Фон Клемпта, яке знищує артефакт померлого прибульця. Огдру Хем починає доганяти агентів. А тим часом Інґер зустрічає привид Распутіна. Провидець говорить дівчині, що, як і завжди, після знищення однієї раси, з'явиться нова, а сама Інґер - це початок цієї нової раси.
В цей час Геллбой і Роджер пезуспішно намагаються зупинити Огдру Хем. Побачивши, як Фон Клемпт відганяє від семе чудовисько електрикою, напівдемон розуміє, що може зупинити "Хробака". Роджер пригає на потвору і атакує її своєю енергією. Вакуум, що утворився  всередині гомункула втягує "Хробака" всередину Роджера. Несподівано прилітає Фон Клемпт і просить Огдру Хем вбити його, але натомість вченого вбиває Роджер. Там же Лобстер Джонсон вбиває Інґер і його нарешті зустрічає Геллбой. Разом вони спускаються до Роджера і Лобстер вбиває "Хробака", але й сам помирає.
Комікс закінчується діалогом Геллбоя і Кейт Корріган про те, що червоний вирішив піти з Б.П.Р.О..

## Персонажі

### Головні
- Геллбой - напівдемон, котрого виростив учений Тревор Бруттенхольм.
- Роджер - гомункул, оживлений Ліз Шерман, який став агентом Б.П.Р.О..
- Лобстер Джонсон - месник у масці, відомий своєю жорстокістю до злочинців

### Другорядні
- Герман Фон Клемпт - головний антагоніст міні-серії, німецький вчений, від якого залишилася лише голова.
- Інґер Фон Клемпт/Лаура Карнштейн - онука Германа Фон Клемпта, наймана вбивця.
- Том Меннінґ - директор Б.П.Р.О.
- Ернест Оймінг - "нацистський Ейнштейн", помер від руки Лобстера. Пізніше став тілом для "Хробака-Переможця".
- Відвідувач - представник інопланетної раси, яка стежить за Огдру Джахадом. Мусив убити Геллбоя, але не зробив цього.
- Кейт Корріган - подруга Геллбоя, вчена з Б.П.Р.О..

### Надприродні істоти
- "Хробак-Переможець" - один з 369 Огдру Хем, названий в честь вірша Едгара Аллана По.
- Люди-Ящери - творіння "Хробака".
- Кіборги - армія, яку колись створили нацисти в замкові Ханте.

## Див. Також
- Список коміксів усесвіту Геллбоя